# Leandro Montera da Silva
Leandro Montera da Silva, conocido deportivamente como Leandro (São Paulo, São Paulo, 12 de febrero de 1985), es un exfutbolista brasileño. Jugaba de delantero.

## Carrera
Leandro debutó en Nacional Atlético Clube de su ciudad natal en 2005. En agosto de 2009, se unió al plantel del Al-Sadd Sports Club de Catar por 7 millones de euros. Posteriormente, el 1° de febrero de 2012, se fue a préstamo al Al-Rayyan desde el Al-Sadd. En dicho club jugó cuatro partidos y marcó cuatro goles. En junio de 2012, fue cedido a Gamba Osaka, donde jugó en el año 2009, y peermaneció allí hasta 2013.
En 2014 es transferido al Kashiwa Reysol de la Prefectura de Chiba, con quien ganó la Copa Suruga Bank 2014 ante Lanús de Argentina. A mediados de 2015, retorna a Vissel Kobe después haber pasado a préstamo por ese club hace siete años.

## Trayectoria

### Clubes
| Club                         | País   | Año         |
| ---------------------------- | ------ | ----------- |
| Nacional                     | Brasil | 2005        |
| São Paulo (préstamo)         | Brasil | 2005        |
| Omiya Ardija (préstamo)      | Japón  | 2005        |
| Montedio Yamagata (préstamo) | Japón  | 2006        |
| Vissel Kobe (préstamo)       | Japón  | 2007 - 2008 |
| Gamba Osaka                  | Japón  | 2009        |
| Al-Sadd                      | Catar  | 2009 - 2011 |
| Al-Rayyan (préstamo)         | Catar  | 2012        |
| Gamba Osaka (préstamo)       | Japón  | 2012 - 2013 |
| Al-Sadd                      | Catar  | 2013 - 2014 |
| Kashiwa Reysol               | Japón  | 2014 - 2015 |
| Vissel Kobe                  | Japón  | 2015 - 2018 |
| Tokyo Verdy                  | Japón  | 2018 - 2020 |

## Estadísticas

### Clubes
- Actualizado hasta el 10 de noviembre de 2016. No se incluyen los datos de sus pasos por Nacional y São Paulo

| Club | Div.          | Temporada     | Liga  | Liga  | Liga   | Copas nacionales(1) | Copas nacionales(1) | Copas nacionales(1) | Copas internacionales(2) | Copas internacionales(2) | Copas internacionales(2) | Total | Total | Total  | Media goleadora(3) |
| Club | Div.          | Temporada     | Part. | Goles | Asist. | Part.               | Goles               | Asist.              | Part.                    | Goles                    | Asist.                   | Part. | Goles | Asist. | Media goleadora(3) |
| --- | ------------- | ------------- | ----- | ----- | ------ | ------------------- | ------------------- | ------------------- | ------------------------ | ------------------------ | ------------------------ | ----- | ----- | ------ | ------------------ |
| Omiya Ardija Japón |               |               |       |       |        |                     |                     |                     |                          |                          |                          |       |       |        |                    |
| 1.ª | 2005          | 7             | 1     | 0     | 1      | 0                   | 0                   | —                   | —                        | —                        | 8                        | 1     | 0     | 0,13   |                    |
| Total club | Total club    | 7             | 1     | 0     | 1      | 0                   | 0                   | 0                   | 0                        | 0                        | 8                        | 1     | 0     | 0,13   |                    |
| Montedio Yamagata Japón |               |               |       |       |        |                     |                     |                     |                          |                          |                          |       |       |        |                    |
| 2.ª | 2006          | 40            | 23    | 0     | 2      | 4                   | 0                   | —                   | —                        | —                        | 42                       | 27    | 0     | 0,64   |                    |
| Total club | Total club    | 40            | 23    | 0     | 2      | 4                   | 0                   | 0                   | 0                        | 0                        | 42                       | 27    | 0     | 0,64   |                    |
| Vissel Kobe Japón |               |               |       |       |        |                     |                     |                     |                          |                          |                          |       |       |        |                    |
| 1.ª | 2007          | 31            | 14    | 0     | 3      | 2                   | 0                   | —                   | —                        | —                        | 34                       | 16    | 0     | 0,47   |                    |
| 1.ª | 2008          | 25            | 7     | 0     | 5      | 3                   | 0                   | —                   | —                        | —                        | 30                       | 10    | 0     | 0,33   |                    |
| Total club | Total club    | 56            | 21    | 0     | 8      | 5                   | 0                   | 0                   | 0                        | 0                        | 64                       | 26    | 0     | 0,41   |                    |
| Gamba Osaka Japón |               |               |       |       |        |                     |                     |                     |                          |                          |                          |       |       |        |                    |
| 1.ª | 2009          | 21            | 11    | 4     | 2      | 1                   | 0                   | —                   | —                        | —                        | 23                       | 12    | 4     | 0,52   |                    |
| Total club | Total club    | 21            | 11    | 4     | 2      | 1                   | 0                   | 0                   | 0                        | 0                        | 23                       | 12    | 4     | 0,52   |                    |
| Al-Sadd Catar |               |               |       |       |        |                     |                     |                     |                          |                          |                          |       |       |        |                    |
| 1.ª | 2009-10       | 21            | 20    | 0     | 6      | 9                   | 0                   | 6                   | 5                        | 0                        | 33                       | 34    | 0     | 1,03   |                    |
| 1.ª | 2010-11       | 8             | 3     | 0     | 0      | 0                   | 0                   | 7                   | 2                        | 0                        | 15                       | 5     | 0     | 0,33   |                    |
| 1.ª | 2011-12       | 0             | 0     | 0     | 0      | 0                   | 0                   | 0                   | 0                        | 0                        | 0                        | 0     | 0     | 0,00   |                    |
| Total club | Total club    | 29            | 23    | 0     | 6      | 9                   | 0                   | 13                  | 7                        | 0                        | 48                       | 39    | 0     | 0,81   |                    |
| Al-Rayyan Catar |               |               |       |       |        |                     |                     |                     |                          |                          |                          |       |       |        |                    |
| 1.ª | 2011-12       | 4             | 4     | 0     | 0      | 0                   | 0                   | 5                   | 1                        | 0                        | 9                        | 5     | 0     | 0,56   |                    |
| Total club | Total club    | 4             | 4     | 0     | 0      | 0                   | 0                   | 5                   | 1                        | 0                        | 9                        | 5     | 0     | 0,56   |                    |
| Gamba Osaka Japón |               |               |       |       |        |                     |                     |                     |                          |                          |                          |       |       |        |                    |
| 1.ª | 2012          | 15            | 14    | 1     | 6      | 1                   | 0                   | —                   | —                        | —                        | 21                       | 15    | 1     | 0,71   |                    |
| 2.ª | 2013          | 19            | 13    | 2     | —      | —                   | —                   | —                   | —                        | —                        | 19                       | 13    | 2     | 0,68   |                    |
| Total club | Total club    | 34            | 27    | 3     | 6      | 1                   | 0                   | 0                   | 0                        | 0                        | 40                       | 28    | 3     | 0,70   |                    |
| Al-Sadd Catar |               |               |       |       |        |                     |                     |                     |                          |                          |                          |       |       |        |                    |
| 1.ª | 2013-14       | 10            | 3     | 0     | —      | —                   | —                   | —                   | —                        | —                        | 10                       | 3     | 0     | 0,30   |                    |
| Total club | Total club    | 10            | 3     | 0     | 0      | 0                   | 0                   | 0                   | 0                        | 0                        | 10                       | 3     | 0     | 0,30   |                    |
| Kashiwa Reysol Japón |               |               |       |       |        |                     |                     |                     |                          |                          |                          |       |       |        |                    |
| 1.ª | 2014          | 28            | 11    | 10    | 12     | 7                   | 2                   | 1                   | 1                        | 1                        | 41                       | 19    | 13    | 0,46   |                    |
| 1.ª | 2015          | 14            | 5     | 1     | —      | —                   | —                   | 6                   | 5                        | 3                        | 20                       | 10    | 4     | 0,50   |                    |
| Total club | Total club    | 42            | 16    | 11    | 12     | 7                   | 2                   | 7                   | 6                        | 4                        | 61                       | 29    | 17    | 0,48   |                    |
| Vissel Kobe Japón |               |               |       |       |        |                     |                     |                     |                          |                          |                          |       |       |        |                    |
| 1.ª | 2015          | 12            | 4     | 2     | 5      | 1                   | 0                   | —                   | —                        | —                        | 17                       | 5     | 2     | 0,29   |                    |
| 1.ª | 2016          | 31            | 19    | 2     | 6      | 2                   | 3                   | —                   | —                        | —                        | 37                       | 21    | 5     | 0,57   |                    |
| Total club | Total club    | 43            | 23    | 4     | 11     | 3                   | 3                   | 0                   | 0                        | 0                        | 54                       | 26    | 7     | 0,48   |                    |
| Total carrera | Total carrera | Total carrera | 286   | 152   | 22     | 48                  | 30                  | 5                   | 25                       | 14                       | 4                        | 359   | 196   | 31     | 0,55               |
| (1) Incluye datos de Copa del Emperador, Copa J. League, Copa de las Estrellas de Catar y Copa Príncipe de la Corona de Catar. (2) Incluye datos de Liga de Campeones de la AFC y Copa Suruga Bank. (3) No incluye goles en partidos amistosos. |               |               |       |       |        |                     |                     |                     |                          |                          |                          |       |       |        |                    |

### Resumen estadístico
|                       | Partidos | Goles | Promedio |
| --------------------- | -------- | ----- | -------- |
| Liga                  | 286      | 152   | 0,53     |
| Copas nacionales      | 48       | 30    | 0,63     |
| Copas internacionales | 25       | 14    | 0,56     |
| Total                 | 359      | 196   | 0,55     |

## Palmarés

### Títulos nacionales
| Título                     | Club        | País  | Año  |
| -------------------------- | ----------- | ----- | ---- |
| Copa de las Estrellas      | Al-Sadd     | Catar | 2011 |
| Copa Príncipe de la Corona | Al-Rayyan   | Catar | 2012 |
| J2 League                  | Gamba Osaka | Japón | 2013 |

### Títulos internacionales
| Título                      | Club (*)       | Sede    | Año  |
| --------------------------- | -------------- | ------- | ---- |
| Liga de Campeones de la AFC | Al-Sadd        | Jeonju  | 2011 |
| Copa Suruga Bank            | Kashiwa Reysol | Kashiwa | 2014 |

(*) Incluyendo la selección

### Distinciones individuales
| Distinción                                        | Año  |
| ------------------------------------------------- | ---- |
| Máximo goleador de la Liga de Campeones de la AFC | 2009 |
| MVP del Mes de la J2 League                       | 2013 |
| MVP del Mes de la J1 League                       | 2016 |
| Máximo goleador de la J1 League                   | 2016 |